# جيس ويد
جيسيكا أليس فاينمان ويد (بالإنجليزية: Jessica Alice Feinmann Wade) هي فيزيائية بريطانية في مختبر بلاكيت في كلية لندن الإمبراطورية في لندن. لها بحث يتناول الثنائيات الباعثة للضوء التي تعتمد على المبلمرات . ولها مشاركات عامة في العلوم والتكنولوجيا والهندسة والرياضيات، وفي بطولات المرأة في الفيزياء. وتتناول موضوع الفجوة بين الجنسين في ويكيبيديا حيث أن أغلب المتطوعين المحررين الذين يكتبون باللغة الإنجليزية هم ذكور.

## تعليمها
جيسيكا ابنة الأطباء، تلقت تعليمها في المدرسة الثانوية جنوب هامبستيد، وتخرجت منها في عام 2007. التحقت بعد ذلك في دورة تدريبية في الفن والتصميم في كلية تشيلسي للفنون والتصميم، وفي عام 2012 أخذت درجة الماجستير في العلوم في الفيزياء في كلية لندن الإمبراطورية بمدينة لندن. واصلت تعليمها فيها حيث أكملت الدكتوراه في الفيزياء في عام 2016 ، حيث كانت أطروحتها في علم النانو في أشباه الموصلات العضوية تحت إشراف الفيزيائية جي سيون كيم.

## أبحاثها ووظيفتها
اعتبارًا من عام 2018 ،بعد تلقي ويد درجة الدكتوراة أصبحت باحثة في مجال الإلكترونيات البلاستيكية في مجموعة فيزياء الجوامد في كلية لندن الإمبراطورية في لندن، ويركز على تطوير وتمييز أفلام رقيقة من المبلمرات الباعثة للضوء. تم نشر بحثها في المجلات العلمية مثل مجلة الكيمياء الفيزيائية، مجلة الجمعية الكيميائية الأمريكية،  مجلة كيمياء المويد.

### الجوائز والتكريمات
تلقت ويد العديد من الجوائز لمساهماتها في العلوم والتواصل العلمي والتنوع والشمول. في عام 2015 ، مُنحت ويد جائزة معهد الفيزياء للتواصل المبكر لفيزياء المهنة لعام 2015 وجائزة اتحاد الكلية الامبراطورية لمساهمتها في الحياة الجامعية في عام 2015.
في العام التالي، حصلت ويد على جائزة جوسلين بيل بورنيل من معهد الفيزياء للنساء في الفيزياء 2016.

## وصلات خارجية
- الموقع الرسمي